# Dompierre (Orne)
Dompierre település Franciaországban, Orne megyében. Lakosainak száma 384 fő (2022. január 1.). Dompierre Banvou, Champsecret, La Ferrière-aux-Étangs és Saint-Bômer-les-Forges községekkel határos.

## Népesség
A település népességének változása:
| Lakosok száma | 386  | 396  | 406  | 406  | 402  | 398  | 394  | 392  | 384  |
|               | 2013 | 2015 | 2016 | 2017 | 2018 | 2019 | 2020 | 2021 | 2022 |